# 브리스 로드
브리스톨 로보섬 로드(Bristol Robotham Lord, 1883년 9월 21일 ~ 1964년 11월 13일)는 미국의 전 프로 야구 선수로, 1900년대와 10년대에 메이저 리그 베이스볼(MLB)에서 외야수로 활약했다. 우투우타였으며, 통산 8시즌 동안 필라델피아 애슬레틱스, 클리블랜드 냅스, 보스턴 브레이브스에서 뛰었다. 1910년과 1911년에 애슬레틱스의 일원으로 월드 시리즈 우승을 경험했다.